# Tamperdag
Tamperdage er 4 årlige fastedage i den katolske kirke. Navnet kommer fra latin quatuor tempora (fire gange). Der er en tamperdag ved hver kirkeligt kvartals begyndelse. I Danmark faldt tamperdagene på onsdagene efter henholdsvis askeonsdag, pinsedag, korsets ophøjelse og sankt luciæ dag.
Tamperretterne som behandlede ægteskabssager trådte sammen på tamperdag, og deraf fik de deres navn. Det hedder i Christian 5.'s Danske Lov fra 1683: "I Egteskabs Sager dømmis paa de fire Tamperdage om Aaret." (bog 1, kapitel 3, paragraf 8).